# Chutes de Yosemite
Pour les articles homonymes, voir Yosemite.
 (novembre 2021).
Si vous disposez d'ouvrages ou d'articles de référence ou si vous connaissez des sites web de qualité traitant du thème abordé ici, merci de compléter l'article en donnant les références utiles à sa vérifiabilité et en les liant à la section « Notes et références ».
Les chutes de Yosemite, en anglais Yosemite Falls, sont une suite de trois chutes d'eau situées dans le parc national de Yosemite en Californie.

## Caractéristiques

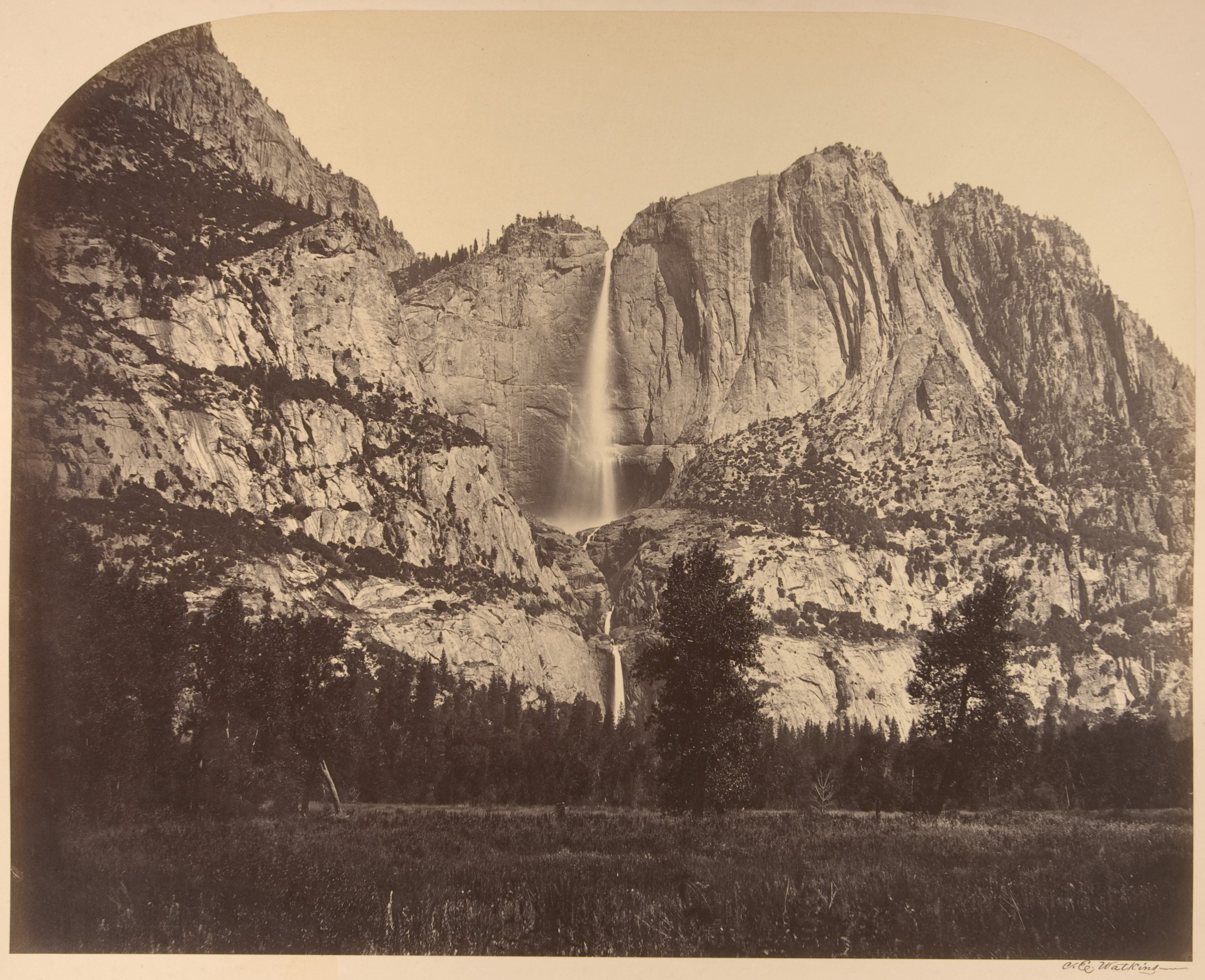
2637 Ft. Yosemite Fall, Front View, photo de Carleton Watkins prise en 1861, conservée au Metropolitan Museum of Art.

Hautes d'environ 740 mètres au total, les chutes de Yosemite ont leur plus haut débit à la fin du printemps lorsqu'elles sont alimentées par la fonte des neiges et des glaciers de la Sierra Nevada. Il s'agit des sixièmes plus hautes chutes d'eau d'Amérique du Nord (après les chutes James Bruce au Canada et les chutes de la Colonial Creek et les chutes Johannesburg aux États-Unis) et des vingtièmes plus hautes du monde.

## Localisation
Les chutes de Yosemite sont situées dans la vallée de Yosemite, dans le parc national de Yosemite, en Californie.
Elles sont alimentées par la Yosemite Creek, un ruisseau qui se jette dans la Merced ; les cascades font donc partie du bassin du San Joaquin.

## Philatélie
Les chutes de Yosemite apparaissent sur un timbre américain qui fait partie de la série « Merveilles de l'Amérique » (Wonders of America).

## Galerie

### Peintures

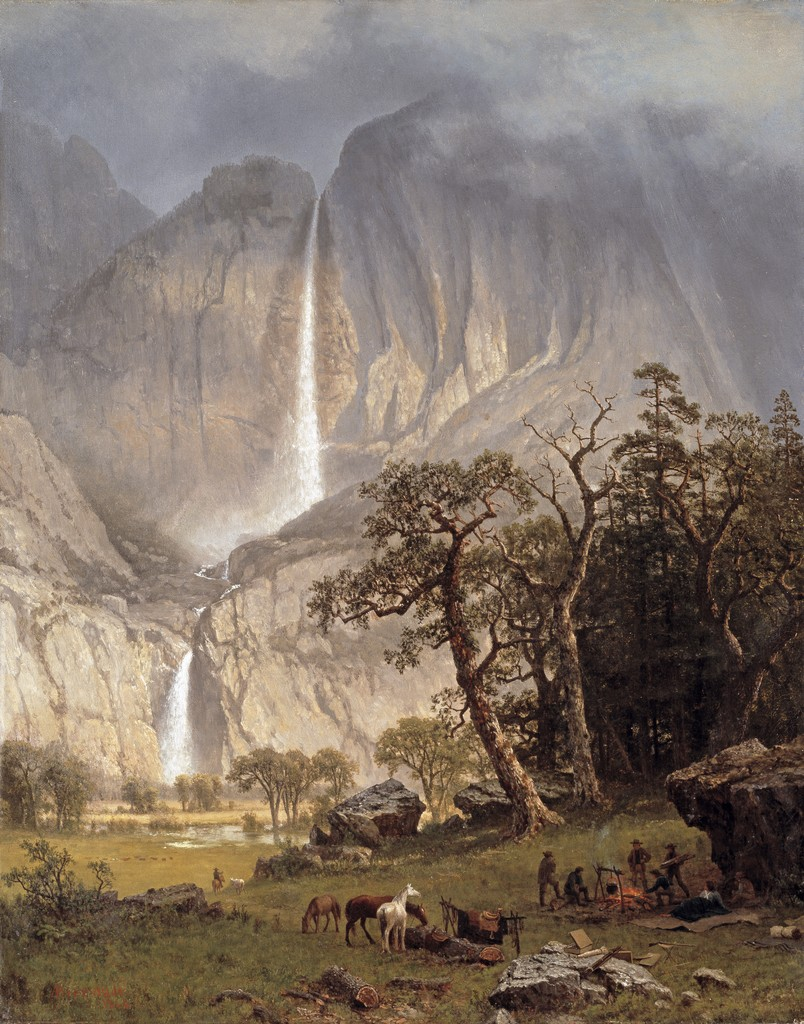
Albert Bierstadt, Cho-looke, the Yosemite Fall, 1864.
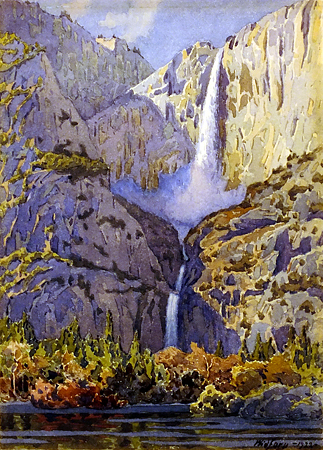
Gunnar Widforss, Yosemite Falls, 1922.

### Photographies

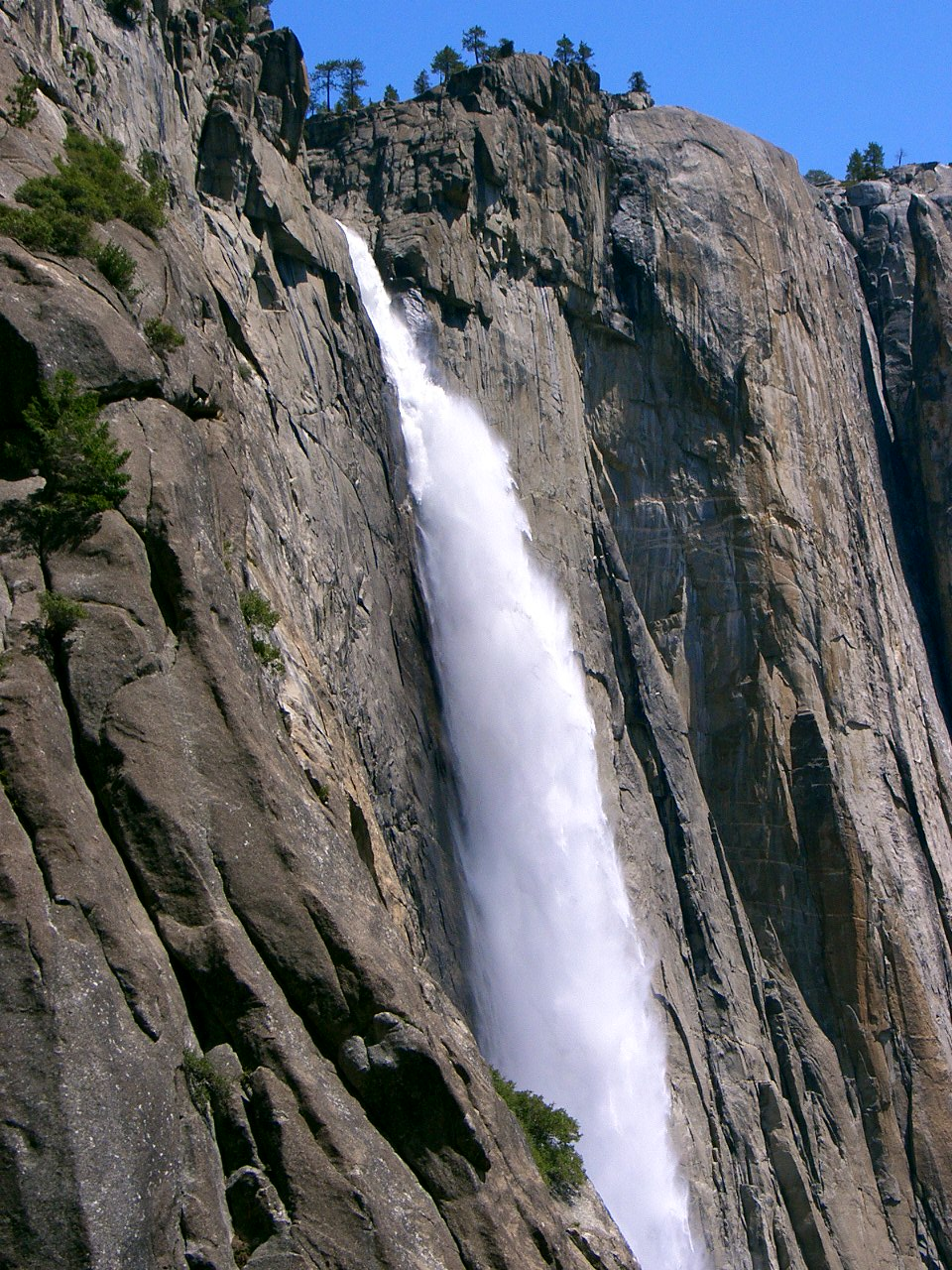
Vue de la partie supérieure des chutes.
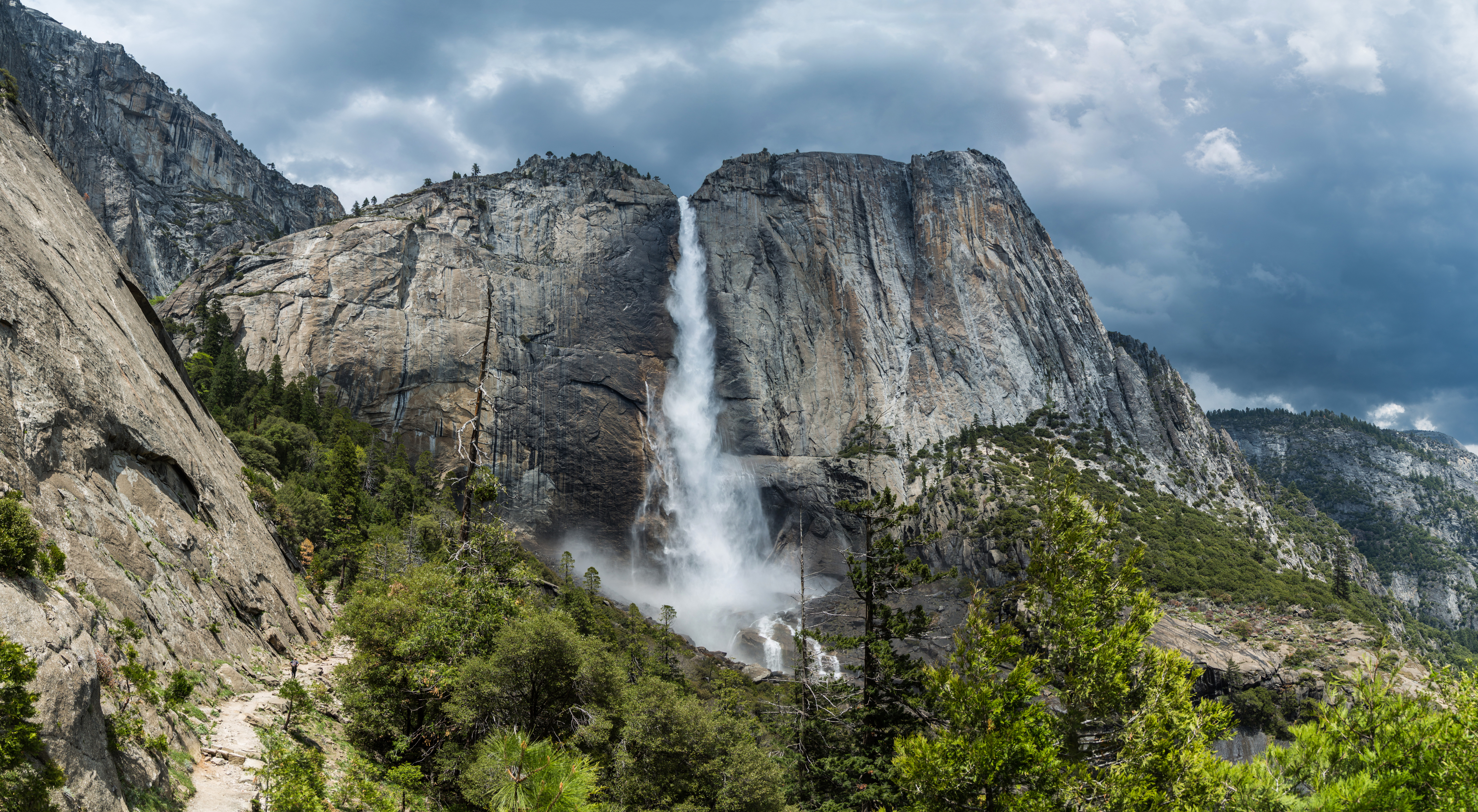
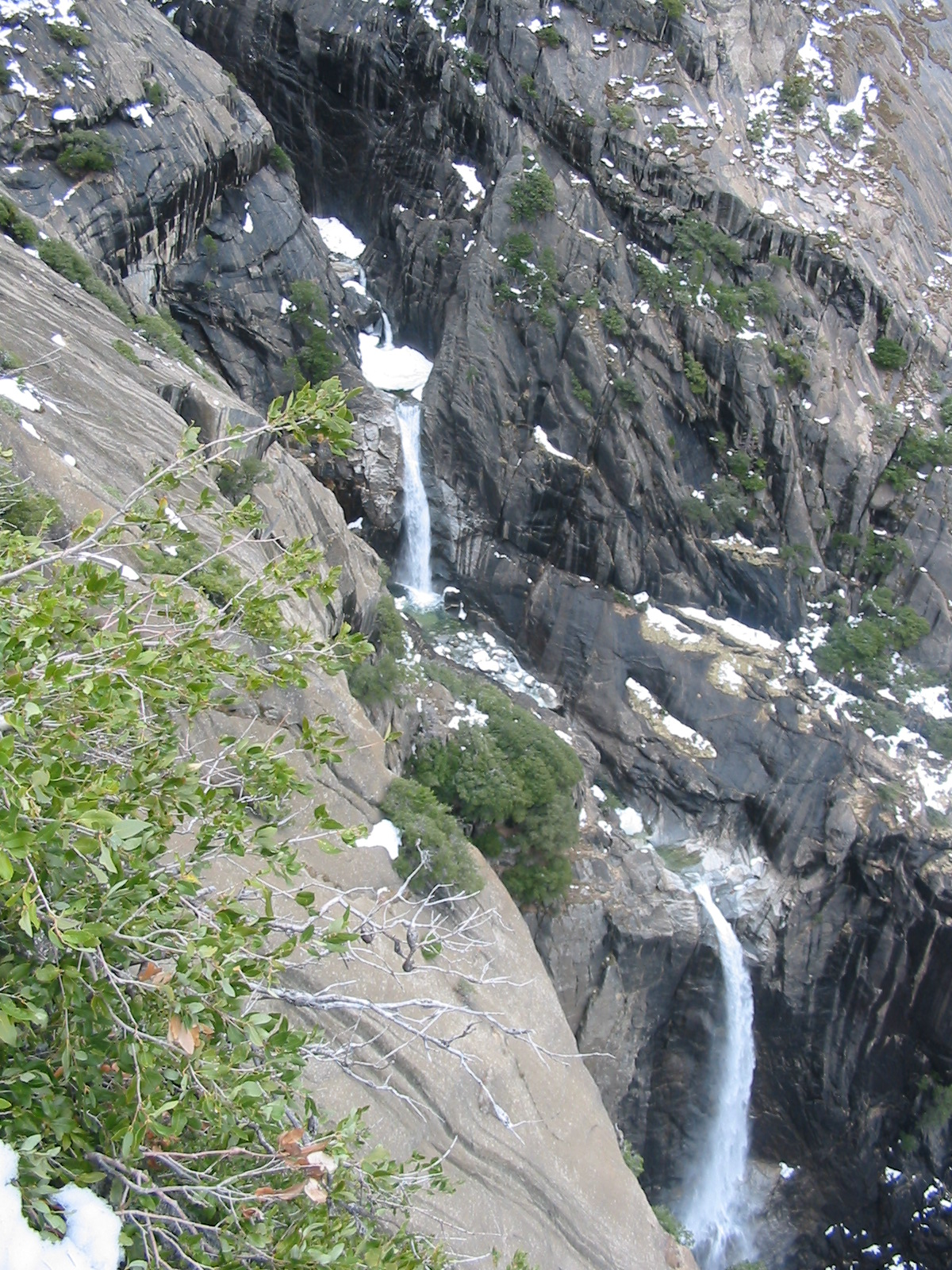
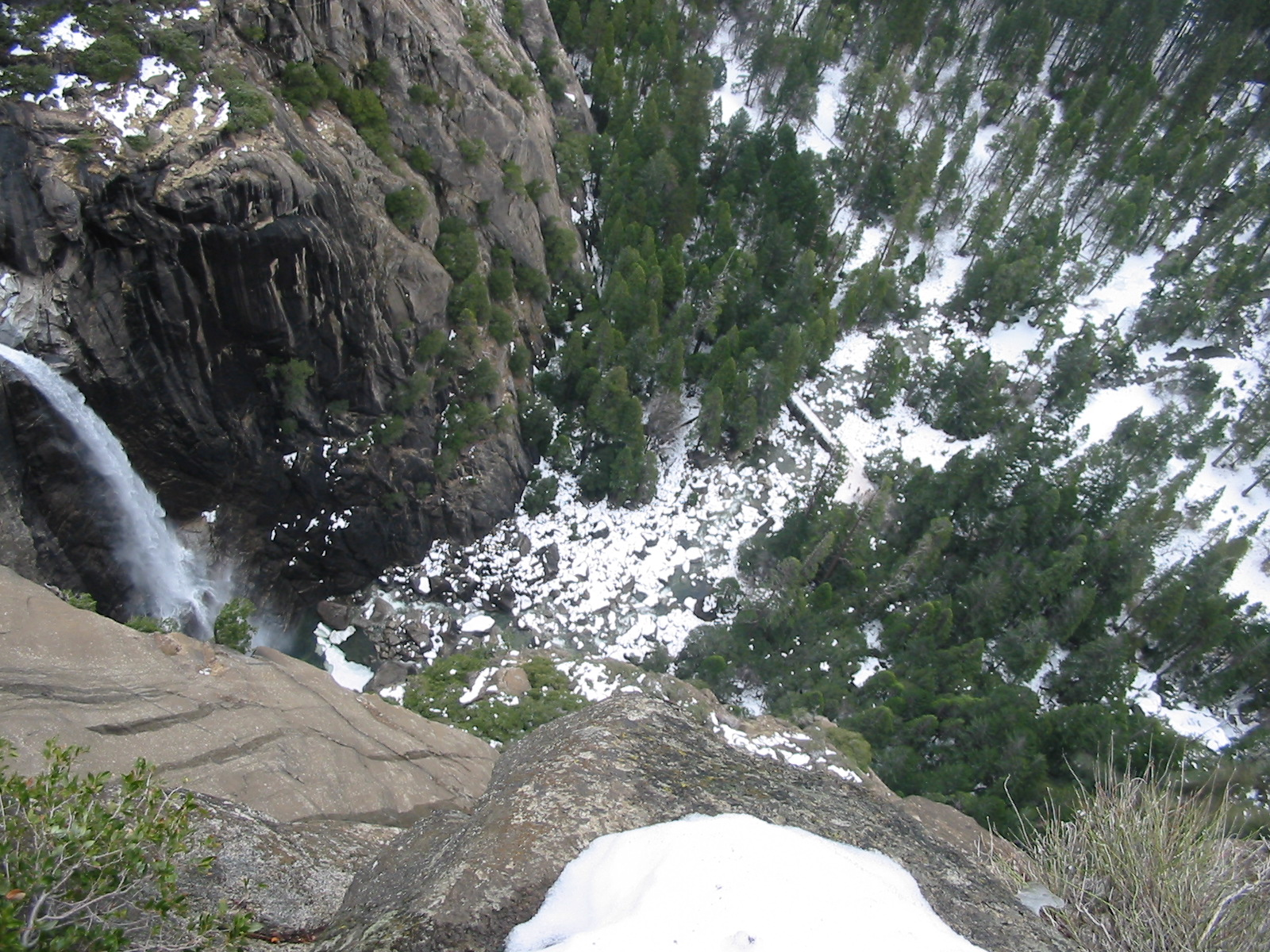
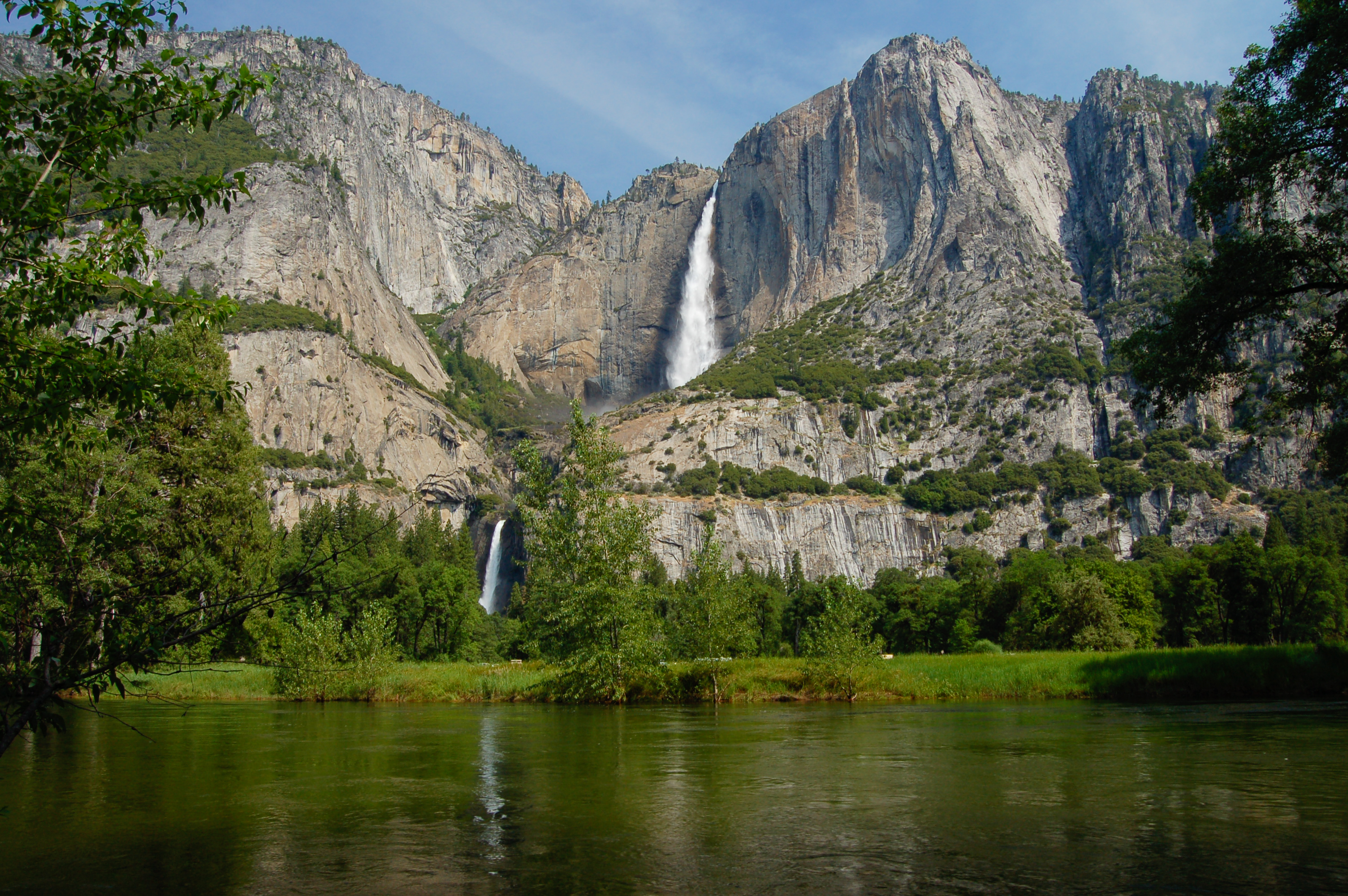